# Fallout Tactics: Brotherhood of Steel
Fallout Tactics: Brotherhood of Steel è un videogioco spin-off della serie Fallout, sviluppato da Micro Forté e pubblicato da 14 Degrees East e Interplay Entertainment nel 2001 per Microsoft Windows.
A differenza dei precedenti titoli, Tactics non è un tradizionale videogioco di ruolo; gli sviluppatori hanno incentrato il gioco sul controllo di una squadra che combatte in tempo reale utilizzando dei particolari sistemi di lotta e implementando una grafica isometrica 2D. La trama del gioco si svolge nel Midwest americano, 36 anni dopo le imprese dell'abitante del Vault nel Fallout originale, e il giocatore ha l'opportunità di impersonare un membro della Confraternita d'Acciaio.

## Trama
La Confraternita d'Acciaio è stata per decenni una delle organizzazioni più potenti della costa occidentale, ma negli ultimi mesi si è creata una frattura nei suoi ranghi: un gruppo di affiliati sosteneva la necessità di trovare nuove reclute, per evitare l'indebolimento della confraternita, facendo aderire gli uomini delle tribù della California alla confraternita, mentre i membri più anziani, ostili ad ogni apertura esterna, volevano invece preservarne la linea di sangue e la purezza dei membri. Alla fine, la maggioranza degli uomini dell'organizzazione ha scelto di sostenere la linea conservatrice degli anziani, e la minoranza è stata mandata in missione su dei dirigibili con il compito di dare la caccia e distruggere i resti dell'antico esercito del Master.
Durante il viaggio, i convogli sono stati però colpiti da una catastrofica tempesta, perdendo molte aeronavi con i loro passeggeri. I sopravvissuti sono stati costretti a trovare rifugio nelle rovine di Chicago, incapaci di chiedere soccorso al quartier generale, ma nonostante la situazione decisamente negativa, essi, non perdendosi d'animo, fondano una loro roccaforte stabilendo proficui rapporti di amicizia con gli insediamenti locali. Ora liberi dall'ideologia restrittiva dell'organizzazione madre, i sopravvissuti accolgono degli estranei nelle loro forze e creano una nuova confraternita che rispecchiasse gli ideali per cui avevano a lungo lottato.

### Capitolo I
Cercando di rivendicare il territorio circostante a Chicago, la Confraternita stringe un patto con i villaggi tribali, che forniranno reclute alla nuova confraternita in cambio di protezione e aiuto. Il giocatore è una nuova recluta della Confraternita, il cui compito è quello di distruggere le bande di Predatori che infestano le zone circostanti a Chicago e che sfidano continuamente l'autorità dell'organizzazione.
Dopo la vittoriosa campagna contro i predoni, il protagonista viene promosso e accettato da tutti i membri dell'ordine, e apprende l'obiettivo che sta perseguendo: presto una grande spedizione partirà a ovest attraverso le Grandi Pianure, verso le Montagne Rocciose, in cerca della sofisticata tecnologia conservata nel Vault Zero, il centro di comando pre-bellico della rete dei Vault, dove molte delle più alte cariche del governo, dell'esercito e della comunità scientifica sono state alloggiate per scampare all'olocausto nucleare.

### Capitolo II
Durante l'attraversamento dell'Illinois post-bellica, il corpo di spedizione della Confraternita, comandato dal generale Barnaky, si imbatte nei Signori delle bestie, esseri umani mutanti che sono in grado di controllare gli animali della zona contaminata, e che usano i Deathclaws come schiavi. Nelle grotte di Mardin, gli uomini della Confraternita ottengono una decisiva vittoria sul gruppo di mutanti.

### Capitolo III
La spedizione della Confraternita incontra un nuovo nemico che ostacola l'esplorazione del Missouri post-bellico e il loro viaggio verso ovest: i resti dell'esercito supermutante hanno il controllo di gran parte della regione, e gli uomini della fratellanza devono combattere per procedere. Nei pressi di St. Louis si svolge una grande battaglia in cui le forze della confraternita vengono sopraffatte e costrette alla ritirata, e il generale Barnaky viene catturato dal leader nemico Toccomata.
Il protagonista e la sua squadra vengono spediti a distruggere una fabbrica di munizioni dei supermutanti, ma si trovano invece davanti a un laboratorio scientifico, intento a cercare una cura per la sterilità dei mutanti. Pochi giorni dopo, presso la città ghoul di Gravestone, nelle rovine di Kansas City, gli scout della confraternita trovano una bomba nucleare intatta: l'organizzazione si pone immediatamente a difesa dell'insediamento e impedisce ai contingenti supermutanti di catturare l'ordigno, che invece viene rimosso e messo in sicurezza in un bunker della Confraternita stessa.
Finalmente gli esploratori identificano la posizione del quartier generale del nemico: si trova ad Osceolla, vicino alla carcassa di uno zeppelin della confraternita. Una squadra si fa strada nella base dei supermutanti e all'interno trovano Toccomata morente: egli rivela che il generale Barnaky era vivo e vegeto ma è stato catturato da misteriose creature dell'ovest che hanno attaccato la base. La squadra entra nella stanza successiva dove il leader supremo dei mutanti era nascosto, ma si trovano davanti il Paladino Latham, uno dei leader della Confraternita disperso durante il naufragio degli zeppelin. La squadra scopre così che ha combattuto e sconfitto Gammorin per la leadership dei supermutanti, ma ha perso la memoria per via di un trauma cranico: per sopperire al vuoto così creato ha assunto l'identità di Gamorin, e ha portato il suo nuovo esercito contro i suoi vecchi alleati. Avendo Latham messo fin troppo in pericolo la Confraternita e la sua missione, la squadra è costretta ad affrontarlo e a eliminarlo.

### Capitolo IV
Nel Kansas post-bellico, la Confraternita identifica l'esercito che ha sterminato i supermutanti di Osceolla: si tratta di un'armata di robot che ha intenzione di invadere e conquistare tutti il Midwest americano. I Reavers, un culto dedicato alla tecnologia e padroni della regione, tentarono di affrontare l'armata, ma tutti i loro principali avamposti furono annientati sistematicamente; i sopravvissuti chiedono ora protezione alla Confraternita. Dopo che questi salvano importanti luogotenenti dell'ordine a Newton 4, i membri della nuova Confraternita ricevono come premio un prototipo di un'arma ad impulsi elettromagnetici, che forse può danneggiare seriamente le forze dei droidi.

### Capitolo V
Nella sua avanzata verso il Vault 0, il corpo di spedizione affronta nel Colorado post-bellico l'esercito robot: a Canyon City distruggono una stazione di riparazione nemica e nelle rovine dell'insediamento di Buena Vista sabotano e rendono innocua una centrale nucleare che alimentava una grande industria di droidi. La cattura di Bartholemew Kerr, il commerciante preferito dalla Confraternita, da parte dei robot, rimette in discussione ogni cosa: da lui i droidi potrebbero ottenere delle informazioni che metterebbero l'organizzazione in seria difficoltà; viene così inviata una squadra nella prigione di Scott city per salvare il mercante. All'interno della struttura i cavalieri della Confraternita scoprono la vera natura del leader dell'armata nemica: si tratta di un supercomputer la cui IA è stata fusa con un cervello umano rendendolo molto pericoloso.

### Capitolo VI
La spedizione della Confraternita giunge alle falde del Cheyenne Mountain; sulla sommità del monte c'è l'entrata del Vault 0 e le forze della nuova Confraternita sperano di aprire un varco nel bunker utilizzando la testata nucleare ottenuta a Grovestone. Dopo una dura lotta contro i droidi, una squadra della confraternita posiziona la testata e l'esplosione fa il suo lavoro, permettendo a due squadre di soldati di penetrare all'interno: in primo luogo essi sabotano gli altiforni che producono i robot, poi si occupano di riattivare gli ascensori per arrivare ai livelli più bassi del Vault. Qui, i cavalieri affrontano un ultimo contingente di robot guidati dal generale Barnaky (trasformato in un cyborg) posto a difesa del loro padrone. Il generale torna però in sé quando ricorda la promessa fatta all'adorata moglie Maria e scorta la squadra al supercomputer.

### Finali
Per completare il gioco si hanno diverse alternative:
1. Se il protagonista imposta l'auto distruzione del supercomputer, la Confraternita cattura il Vault 0 e lo utilizza come quartier generale. Ma poiché la macchina, con le sue banche dati e le sue informazioni, era l'unico tesoro del bunker, la sua distruzione ha cancellato per sempre tutto quanto. Dal Vault 0, la Confraternita stabilisce rapporti con gli insediamenti del Midwest, ottenendo reclute e risorse, e porta un po' d'ordine, contrastando mutanti, schiavisti e predatori nella Zona Contaminata. Il suo obiettivo primario di riunirsi con i fratelli di Lost Hills è tuttavia sospeso a tempo indeterminato.
2. Se il protagonista fonde il proprio cervello con il supercomputer, la Confraternita ottiene tutte le risorse e i segreti custoditi nel Vault, aumentando in modo esponenziale il suo potere, e il Midwest è riportato al suo antico splendore in pochi decenni. È tuttavia l'etica del protagonista nel corso del gioco a guidare le azioni del calcolatore:
  1. Se il giocatore si è comportato da malvagio, le specie mutanti (come i ghoul e deathclaws) vengono discriminate ed emarginate; gli Anziani della Confraternita vengono tranquillamente giustiziati e il calcolatore prende il controllo assoluto dell'organizzazione. Un destino simile spetterà anche alla Confraternita della California, se mai verrà trovata.
  2. Se il giocatore è stato nobile e di animo buono, il Midwest e la Confraternita Orientale prosperano in un regno di giustizia e pace; gli Anziani e lo stesso calcolatore si chiedono però come andranno a finire le cose se e quando ci si riunirà alla dogmatica Fratellanza occidentale.
3. Se il protagonista permette a Barnaky di unirsi al supercomputer, il nuovo calcolatore inizierà una campagna di genocidio contro tutti gli "impuri" (ovvero mutanti, deathclaw e ghoul), e distruggerà tutti gli umani che gli si oppongono, guidando nel frattempo la riunificazione delle Confraternite allo scopo di riportare l'umanità verso un futuro luminoso e civile.

## Modalità di gioco
A differenza dei due titoli precedenti, il gioco si focalizza sull'uso della tattica e della strategia durante gli scontri. I giocatori non sono in grado di rispondere ai PNG, ma possono ancora commerciare e giocare d'azzardo nei pressi dei centri di comando della Confraternita: da questi bunker, i giocatori possono inoltre ottenere molti servizi come riparazioni o cure mediche. Dopo aver ricevuto una missione dal generale responsabile del bunker, il giocatore con la sua squadra si sposta nelle aree in cui si trovano gli obiettivi, che possono essere città in rovina, fabbriche o accampamenti militari.
Fallout Tactics possiede tre modalità di combattimento che si basano sugli AP (punti azione) che il giocatore spende per far muovere i personaggi e farli combattere: ad ogni movimento corrisponde un costo in punti.
- Continuous Turn-Based (CTB): è il sistema più frenetico, dove ogni personaggio utilizzerà in tempo reale i propri punti azione, che si rigenerano ad un tasso basato sull'agilità per ogni personaggio.
- Individual Turn-Based (ITB): è il sistema utilizzato nel gioco originale, dove ogni personaggio si muoverà individualmente mentre tutto il resto rimarrà immobile e fermo.
- Squad Turn-Based (STB): è una variante del sistema precedente ma ogni turno è dato ad una squadra e non al singolo personaggio.

Il gioco venne localizzato in alcune lingue europee ma non in italiano; tuttavia è disponibile una patch non ufficiale di traduzione in quella lingua.

## Ambientazione
La spedizione della Confraternita d'Acciaio attraversa gran parte del Midwest post-apocalittico. Di seguito c'è un elenco dei principali luoghi esplorabili nel gioco:
- Bramin Wood: è un villaggio tribale situato nei dintorni di Chicago. Nel 2197 fu invaso dai predatori di Horus e molti abitanti furono uccisi e ridotti in schiavitù. Dopo l'intervento della Confraternita d'Acciaio l'insediamento è entrato nella sfera di protezione garantito dall'organizzazione in cambio di uomini e risorse.
- Rock Falls: rovine di una città pre-bellica situate a ovest di Chicago. Qui è sorto un grande accampamento di predatori decimato da un attacco della Confraternita d'Acciaio.
- Quincy: nelle rovine di questa città si è formato un insediamento di uomini e ghoul che nel 2197 venne attaccato dai Signori delle bestie che presero in ostaggio molti abitanti; la Confraternita si scontra qui, per la prima volta, con questo gruppo di mutanti.
- Mardin: dedalo sotterraneo di grotte e tunnel a nord ovest di St. Louis. È il covo dei Signori delle Bestie, che verranno poi eliminati dalla confraternita.
- Springfield: città dell'Illinois dove la Confraternita stabilisce un proprio avamposto. Nell'insediamento locale, guidato dal sindaco Chris Avellone, esistevano tensioni tra uomini e ghoul; normalmente la Confraternita non si intromette nelle dispute degli autoctoni, ma un complotto ordito contro il sindaco darà loro l'opportunità di controllare quella zona ricca di risorse.
- St. Louis: è una grande città che è stata in gran parte distrutta durante la Grande Guerra. Qui si è verificata una grande battaglia tra la Confraternita e l'esercito dei supermutanti dove la confraternita perde 6 squadre di soldati e il generale Barnaky viene catturato.
- Gravestone: prima della Grande Guerra, Kansas City ospitava un grande sito missilistico nucleare. Quando le bombe nemiche colpirono e distrussero la città, il personale della base riuscì in gran parte a sopravvivere, trasformandosi però in ghoul. Furono loro a creare l'insediamento nelle rovine fumanti della metropoli. Nel 2197 Gravestone è vittima di un attacco dei supermutanti prontamente respinto dalla Confraternita d'Acciaio.
- Osceolla: è stata la base principale di tutte le operazioni militari dell'esercito supermutante, costruita nei pressi di uno zeppelin schiantato della Confraternita d'acciaio.
- Great Bend: prima della Grande Guerra, Gran Bend era stata una grande città industriale. Nel 2197 un'armata di robot sterminò la popolazione locale e costruì un grande impianto di produzione. La Confraternita d'acciaio lo scoprirà e deciderà di distruggerlo.
- Newton: prima dell'apocalisse del 2077, la città ospitava una delle fabbriche più grandi di Nuka-cola, ma nel 2197 le rovine della città hanno l'onore di accogliere il quartier generale dei Reavers. Messi alle strette dall'esercito droide, i Reavers saranno costretti a chiedere soccorso alla Confraternita, ottenuto in cambio del loro prototipo di cannone EMP.
- Vault 0: uno dei primi Vault costruiti prima della Guerra. Questo Vault rappresentava il quartiere generale e il Vault di controllo per gli altri Vault. Dopo la caduta delle bombe furono accolte le persone più importanti degli Stati Uniti America, tra cui scienziati, artisti, membri del governo, musicisti, matematici e altro. Per assicurare di proteggere i loro pensieri le loro menti, i loro cervelli furono rimossi e mesi stato criogenico sotto il controllo del Super Computer, il Calcolatore. Esso era stato programmato in modo tale che, dopo la chiusura del Vault e in seguito alla diminuzione delle radiazioni nucleari, avrebbe dovuto funzionare in collaborazione con i cervelli di questi geni prebellici per progettare e coltivare una società umana ideale negli Stati Uniti del dopoguerra, aiutando i sopravvissuti a ricostruire un nuovo mondo. Ma con il passare degli anni, causa dei problema del suo sistema soprattutto la mancanza di alcuni sistemi di programmazione, il Calcolatore comincio a ritenere l'umanità una minaccia per suoi scopi, e liberò l'esercito di Robot progettati con lo scopo di ricostruire la civiltà e proteggere gli abitanti. Scoprendo questa terribile minaccia, la Confraternita d'Acciaio decide di fermare il Calcolatore.

## Fallout: Warfare
Fallout: Warfare è un wargame da tavolo in con miniature sviluppato Christopher Taylor, in origine pubblicato come parte di un bonus CD insieme alle copie peordinate di Fallout Tactics. Simulando il combattimento a gruppi e usando modelli basati su quelli del gioco, Warfare contiene cinque fazioni (Confraternita d'Acciaio, Incursori, Signori delle Bestie, Mutanti e Robot), tre tipi di unità (Soldati, Comandanti ed Eroi) e quattro scenari (Schermaglia, Convoglio, Caccia al Tesoro e America Selvaggia).

## Accoglienza

### Vendite
Negli Stati Uniti, Fallout Tactics ha debuttato al decimo posto tra le vendite tra l'11 e il 17 marzo 2001 stando alla NPD Intelect. Una settimana dopo salì al quarto posto tramite il prezzo di vendita di $49, ma è poi uscito dalla classifica nella terza settimana. Al 2008, il gioco ha venduto oltre 300,000 copie in tutto il mondo, stando all'Australian Centre for the Moving Image.

### Critiche
| Testata                          | Giudizio |
| -------------------------------- | -------- |
| Metacritic (media al 30-01-2020) | 82/100   |
| Next Generation                  | 4/5      |
| PC Gamer (US)                    | 85%      |

Fallout Tactics è stato ben ricevuto, con un'accoglienza generalmente positiva sul sito web Metacritic. 
John Lee ha recensito la versione PC del gioco su Next Generation, votandolo quattro stelle su cinque, dichiarando: "Una delizia per i fan di Fallout e degli strategici."
PC Gamer lo ha votato con un 85%. Uno degli aspetti più lodati è il sistema di combattimento, anche se il computer tipicamente non avrebbe reagito finché colpito dal giocatore umano; tra le maggiori critiche c'è la sua linearità in confronto ai precedenti Fallout e l'enfasi sul combattimento piuttosto che sul GDR open-world. Il gioco include anche numerosi bug che coinvolge i veicoli, mai riparati.
Fallout Tactics è stato nominato come "Miglior Strategico" da Computer Gaming World, vinto da Kohan: Immortal Sovereigns; stando agli editori, "Fallout Tactics ha affascinato molti redattori, fondendo le parti migliori di Fallout con l'abilità tattica di un Jagged Alliance o un X-COM."

## Canonicità
Date le contraddizioni con la storia e l'ambientazione dei giochi, la Bethesda Softworks ha considerato Fallout Tactics non canonico, ma l'esistenza di una fazione divisa della Confraternita d'Acciaio è considerata almeno semi-canonica, dato che in Fallout 3 un membro della Confraternita spiega che i confratelli con base Chicago si sono "dispersi". In Fallout: New Vegas, Caesar spiega di aver incontrato un ramo della Confraternita a Colorado.